# Ares I
Ares I – wchodzący w skład anulowanego Programu Constellation projekt rakiety nośnej dla pojazdu kosmicznego Orion. Był poprzednio znany pod nazwą Crew Launch Vehicle (ang. Pojazd Wynoszący Załogę) lub oznaczany skrótem CLV. Otrzymał też nieoficjalną nazwę "The Stick", czyli "Kijek", w związku ze swoim dość wysmukłym kształtem. W czerwcu 2006 r. NASA oficjalnie nadała pojazdowi nazwę Ares I. Ares odnosi się do greckiego boga wojny, którego rzymskim odpowiednikiem jest Mars. Tym sposobem, nazwa pojazdu nawiązuje do planowanych przez NASA wypraw na Marsa. Rzymska cyfra "I" jest nawiązaniem do rakiet Saturn I i Saturn IB, wykorzystywanych przez NASA w programie Apollo. Zaznaczony symbolicznie w logo rakiety wschód Słońca miał podkreślać początek nowej epoki podboju kosmosu. Dziesięć gwiazd symbolizuje centra NASA, a strzelający ku górze promień stanowi alegorię dążenia ku nieznanemu i potęgę ludzkiej wyobraźni.

## Dane techniczne
- Wysokość: 93 m
- Masa startowa: 900 t
- Masa ładunku: 25 t
- Liczba członów: 2
- Napęd:
  - Pierwszy stopień: Pięciosegmentowa rakieta na paliwo stałe, skonstruowana z wykorzystaniem rozwiązań z rakiety wspomagającej start wahadłowca.
  - Drugi stopień: silnik J-2X zasilany ciekłym wodorem i tlenem.

## Pierwsze loty

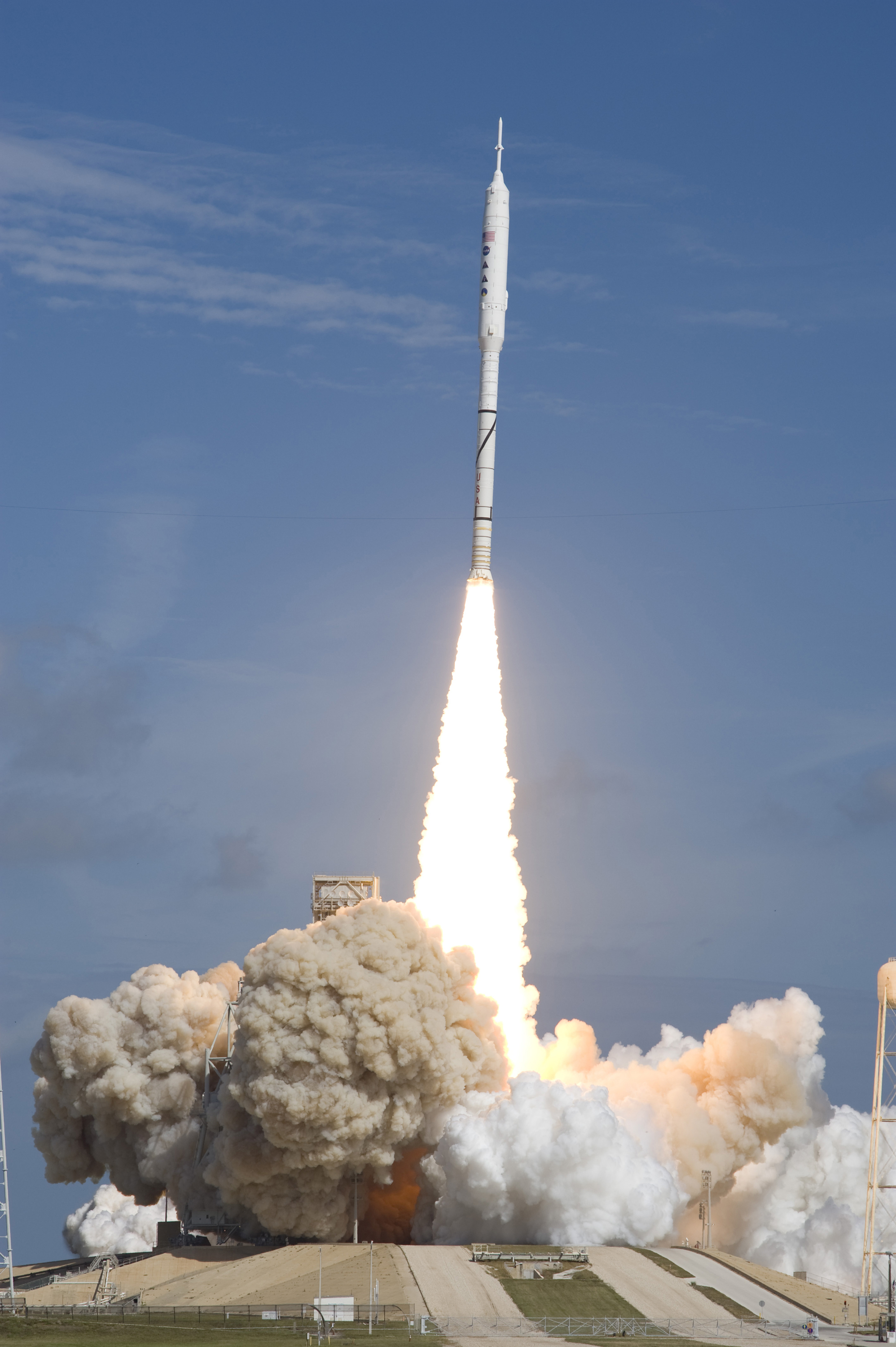
Start misji Ares I-X

Pierwszy start wersji testowej rakiety (oznaczonej jako Ares I-X) odbył się 28 października 2009 Ponieważ do tego czasu nie zostały zakończone prace nad elementami składowymi rakiety nośnej, w locie tym została wykorzystana czterosegmentowa wersja pierwszego stopnia przedłużona o makietę piątego segmentu. Dołączone też zostały makiety symulujące drugi stopień rakiety oraz wynoszony ładunek. Kolejny próbny lot (Ares I-Y) miał wykorzystywać pięciosegmentowy pierwszy stopień oraz stopień drugi, który miał być zaopatrzony w makietę silnika. Pierwszy lot próbny rakiety Ares I w gotowej konfiguracji był planowany na 2012 r., natomiast pierwsze wyniesienie na orbitę statku Orion z astronautami na pokładzie miało nastąpić w 2014 roku. W 2010 roku program Constellation został anulowany.